# Toxorhina magna
Toxorhina magna är en tvåvingeart som beskrevs av Osten Sacken 1865. Toxorhina magna ingår i släktet Toxorhina och familjen småharkrankar. Inga underarter finns listade i Catalogue of Life.